# Klaas Geert Bakker
Klaas Geert Bakker (Emmeloord, 18 januari 1966) is een Nederlandse journalist. Van 1 april 2015 tot 1 januari 2019 is Bakker hoofdredacteur van Omrop Fryslân geweest.

## Biografie
Bakker werd in 1966 geboren als middelste van drie kinderen in het gezin van Geert Bakker (Menaldum 20 november 1934) en Okje Rijpma (Sneek, 17 januari 1941). Hij groeide op in Kampen en Almelo. Hij studeerde aan de Christelijke  Academie voor Journalistiek in Kampen (later HICO) en begon eind 1989 als freelance-verslaggever te werken bij Radio Oost (nu RTV Oost). Vanaf 1990 werkte hij voor de Tros als redacteur, verslaggever en later sociaal-economisch redacteur voor diverse radio- en tv-programma's, waaronder Tros Aktua, De Nieuwsshow en Tros Interaktief, Tros Voetbal Plus. Vanaf 1994 werkte Bakker ook voor Radio Nederland Wereldomroep, als redacteur, verslaggever en eindredacteur. Tussen 2000 en 2012 volgde RTV Noord-Holland, waar hij als eindredacteur radio, televisie en nieuwe media werkte. Hij was daar tevens een korte periode adjunct-hoofdredacteur. In 2012 vertrok Bakker naar Rotterdam, waar hij adjunct-hoofdredacteur werd bij RTV Rijnmond. In april 2015 werd Bakker hoofdredacteur bij Omrop Fryslân. Na zijn ontslag in 2018 ging hij in januari 2019 naar RTV Oost om daar aan de slag te gaan als eindredacteur.